# 스테플론 돈
스테플론 돈(Stefflon Don, 1991년 12월 14일 ~ )은 잉글랜드의 래퍼, 싱어송라이터이다. 사운드 오브 2017 참가자이다. 제레미의 곡 "London"를 통해 처음으로 대중 앞에 섰다. 데미 로바토와 함께 잭스 존스의 곡 "Instruction" 피처링을 맡으며 이름을 대대적으로 알렸다. 싱글 "Hurtin' Me"가 UK 싱글 차트에서 7위까지 올랐다.

## 음반 목록

### 믹스테잎
- Real Ting (2016)
- Secure (2018)

### EP
- Hurtin' Me – The EP (2018)